# Kopiëren en plakken
Kopiëren en plakken (in het Engels copy-paste, met Nederlandse werkwoordsvorm copy-pasten) is een handeling om geselecteerde gegevens op computers eenvoudig van de ene plaats naar de andere te kunnen kopiëren. Het kan zowel binnen een document als van het ene naar het andere document. Het is in 1974 ontwikkeld door Larry Tesler en Tim Mott.
Kopiëren en plakken kan op hedendaagse computers ongeveer op dezelfde wijze met allerlei soorten gegevens, zoals onderdelen van een tekst of afbeelding, elementen van een lijst of complete bestanden. Om deze te kopiëren moet men ze op de meeste systemen met een grafische gebruikersinterface eerst selecteren. Vervolgens geeft men de kopieeropdracht, meestal met de toetscombinatie Ctrl+C (op Macintosh-systemen Command+C; onder Microsoft Windows heeft de toetscombinatie Ctrl+Insert vaak hetzelfde effect). Als alternatief hiervoor kan men in veel programma's een optie kiezen uit een (context)menu of een knop op de werkbalk aanklikken. Door de opdracht komen de gegevens, net als bij knippen, op een speciale locatie in het computergeheugen te staan, in macOS en Windows het klembord genoemd.
Als volgende stap 'gaat' men naar de gewenste bestemming (door de cursor te verplaatsen of een venster te activeren) waar de gegevens "geplakt" kunnen worden met de toetscombinatie Ctrl+V (op Macintosh-systemen Command+V; onder Windows werkt Shift+Insert vaak ook). Het programma voegt ze dan op de betreffende plaats in. Ook bestanden kunnen zo gekopieerd worden van de ene naar de andere map. Ook voor het plakken is als alternatief vaak een werkbalkknop of een menuoptie beschikbaar. Door met de rechtermuisknop te klikken op de gewenste plek, is gelijktijdig de cursor te verplaatsen en het contextmenu op te roepen. Wie dezelfde tekens meermalen in een document wil zetten, kan het plakken desgewenst herhalen.
Op Unix-achtige systemen, zoals Linux, is er ook nog de mogelijkheid om met de muis een tekstfragment te selecteren en dat dan met de middelste muisknop te plakken.
Geregeld komen werkstukken, nota's of publicaties tot stand door met de kopieer-en-plakfunctie elders gevonden teksten of afbeeldingen (van bestaande websites en dergelijke) onder elkaar te zetten. Dit kan neerkomen op plagiaat of auteursrechtschending. Op scholen en universiteiten wordt het bovendien afgekeurd omdat de leerling of student juist zelf iets moet schrijven om te laten zien de stof te beheersen. Dergelijke documenten worden vaak met een negatieve of sarcastische ondertoon, aangeduid met termen als 'knip-en-plakwerk'. 
De opties knippen, kopiëren en plakken worden vaak tezamen 'knippen en plakken' genoemd, hoewel er een belangrijk verschil is tussen knippen en kopiëren: bij knippen verdwijnen de gegevens op de plaats waar ze oorspronkelijk stonden, bij kopiëren blijven ze daar staan en treedt dus verdubbeling van de gegevens op.